# Cratere Thebit

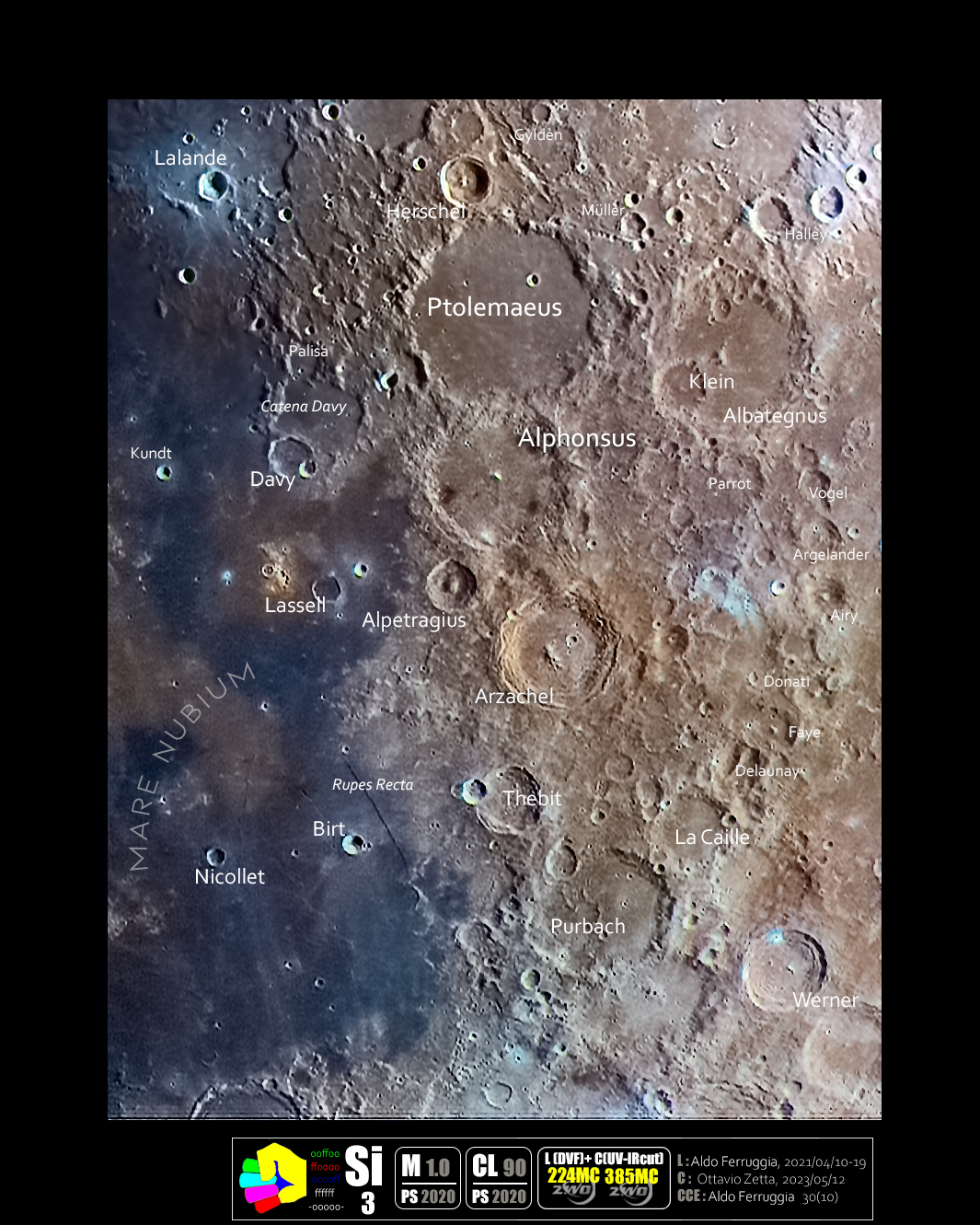
Il cratere con le strutture vicine in una Immagine Selenocromatica(Si)

Thebit è un cratere lunare di 54,64 km situato nella parte sud-occidentale della faccia visibile della Luna.